# Mouzon (Ardeny)
Mouzon – miejscowość i gmina we Francji, w regionie Grand Est, w departamencie Ardeny. 1 stycznia 2016 roku połączono dwie wcześniejsze gminy: Mouzon oraz Amblimont. Siedzibą gminy została miejscowość Mouzon, a nowa gmina przyjęła jej nazwę. W 2013 roku populacja wyżej wymienionych gmin wynosiła 2202 mieszkańców. 